# Ananasväxter
Ananasväxter (Bromeliaceae) är en stor familj av enhjärtbladiga växter som omfattar ungefär 1 700 arter i omkring 50 släkten. Ananasväxterna kommer ursprungligen från subtropiska områden i Amerika, utom Pitcairnia feliciana som kommer från Afrika. Den enda arten av ananasväxter som är kommersiellt viktig är ananas (Ananas comosus) som odlas för sin frukt. Flera andra arter används som prydnadsväxter.
I familjen finns både epifyter såsom tillandsiorna (Tillandsia) och markväxande växter exempelvis gömblommorna (Cryptanthus). Många ananasväxter kan lagra vatten i en "behållare" som kan sägas bildas där bladen sitter tätt och omlott vid stjälken. Det finns även suckulenter som växer i ökenområden.
Den största arten är puya (Puya raimondii) som blir 3-4 meter hög, men vars blomställning kan bli upp till 10 meter hög. Den minsta arten är troligen spansk mossa (Tillandsia usneoides) som trots namnet inte är en mossa.